# 独眼巨人号炮舰 (1874年)
独眼巨人号是德意志帝国海军的一艘独级炮舰。它由但泽帝国船厂自1873年开始基于上一代独眼巨人号的部件铺设龙骨，1874年8月下水，至1875年3月交付使用。为了能在海外长期部署，独眼巨人号的设计结合了蒸汽和风帆动力以扩大航程，并装备有120毫米箍炮和40毫米气球炮各两门。
作为德国“炮舰外交”的重要工具，独眼巨人号曾数次前往海外执行巡逻任务。第一次是1875年至1881年，该舰远赴东亚担任驻地舰。1882－83年间，它主要在北海执行渔业保护任务，并在奥拉比起义爆发期间被派往埃及，以保护当地德国人的利益。此后，独眼巨人号又被部署到德属西非，直至1888年在杜阿拉退役。其废舰体在一战英国占领喀麦隆后被英国人没收、出售，继而拆解。

## 设计

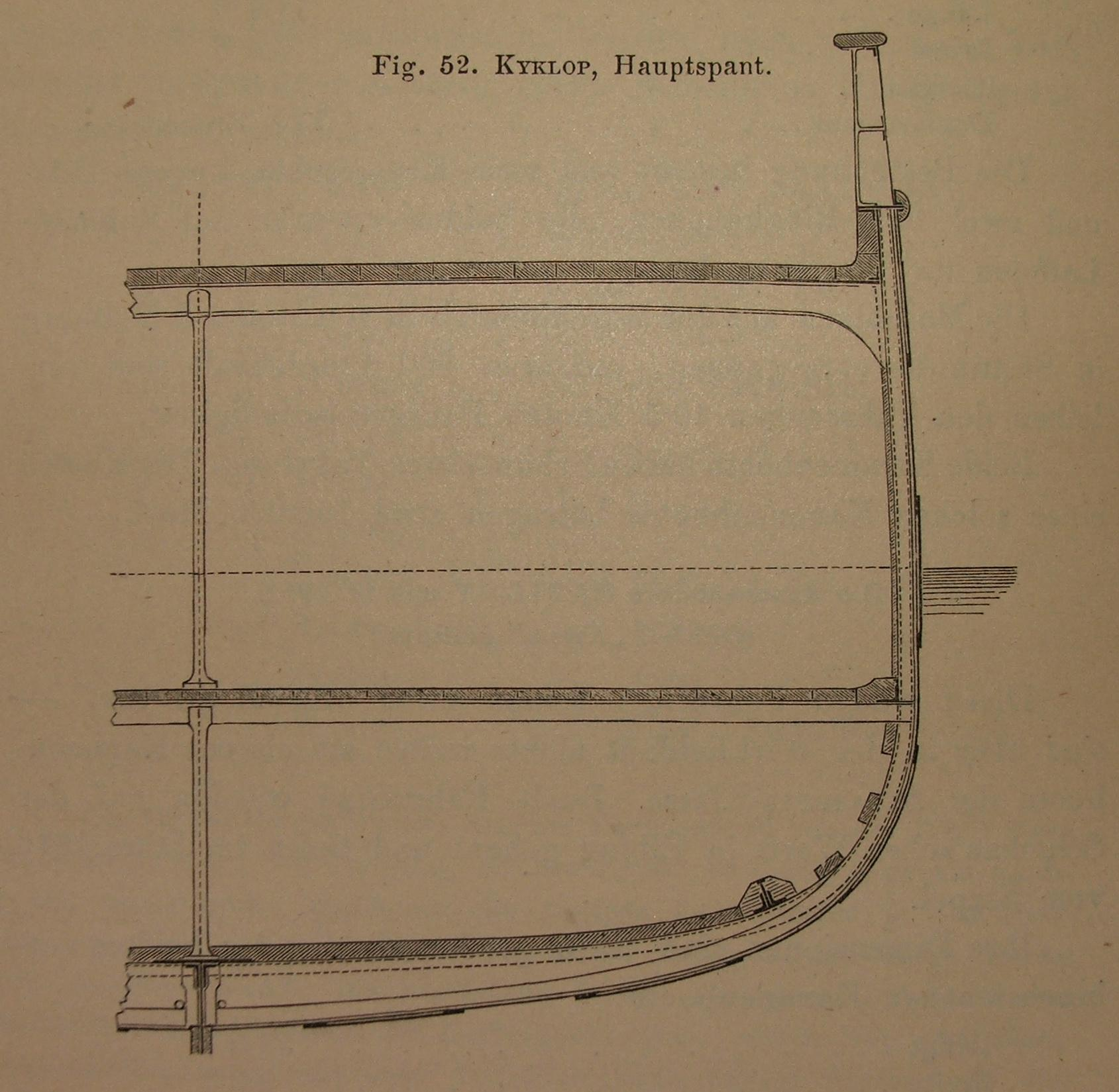
独眼巨人号主框架的截面图

德意志统一后，新成立的德意志帝国海军开始面临着日益增多的海外任务，而既有的变色龙级和信天翁级炮舰很快便难以满足需求。然而在1873年，当局获得了以低成本建造一艘新舰的机会，新舰可沿用上一代独眼巨人号和变色龙号仍保存完好的部件，因后两者由于结构状况不佳而被废弃。
新的独眼巨人号是以变色龙级炮舰为基础，但体积稍大。其全长和水线长分别为43.30米和42.22米，有7米的舷宽以及最大3米的吃水深度。设计排水量为411吨，满载时则可达531吨。与早期的炮舰相比，该舰采用横向框架铁制结构取代了木制卡拉维尔式外壳，但甲板仍为木制（复合材料结构），且不设任何额外的装甲。标准船员编制为5名军官和64名水兵。在推进系统方面，舰只沿用了上一代独眼巨人号的机械设备和锅炉，它们由两台卧式单胀往复式蒸汽机提供动力，用以驱动一副直径为1.9米的三叶螺旋桨。蒸汽则由两座燃煤箱型火管锅炉供应，每座锅炉各设两个炉膛，可产生2工压的所需蒸汽压力，这使得该舰在380匹指示馬力（280千瓦特）额定功率下的最高航速可达9.1節（16.9每小時）。为了在煤炭可能稀缺的海外长期部署时作为蒸汽机的辅助动力，独眼巨人号还配备有一套总帆面积为510平方米的三桅索具。
独眼巨人号最初装备有两门120毫米23倍径箍炮作为主炮，它们合共配备165发弹药，最大射程为5,500米。舰上还搭载有两门40毫米气球炮，它们源自普法战争时期，用于打击法方在被围困的巴黎与周边地区建立联系的自由气球。这两门炮安装在独眼巨人号的舷栏杆上，旨在摧毁中国海盗戎克船的帆。然而，气球炮从未得到使用，到1881年，它们被两门87毫米24倍径箍炮所取代。此外，舰只还携带有三门轻型转膛炮。

## 历史
1871年11月11日，入役仅八年的上一代独眼巨人号原定在但泽接受大修，但对舰体的检查显示其状况太差。因此，它于1872年3月19日正式从海军名录中除籍并拆解，但保留了仍然可以使用的部件。1873年，帝国海军部决定以“重建一等炮舰独眼巨人号”（Neuaufbau des Kanonenboots I. Cl. Cyclop）的名义，委托但泽帝国船厂建造新的舰体，同时也搭载从原变色龙号拆卸下来的部件。新舰于1874年8月5日下水，并沿用其前身独眼巨人号的舰名，因此部分历史学家会将这两艘舰视为同一艘。直到1875年春季，新独眼巨人号才完全舾装完毕。

### 第一次海外部署

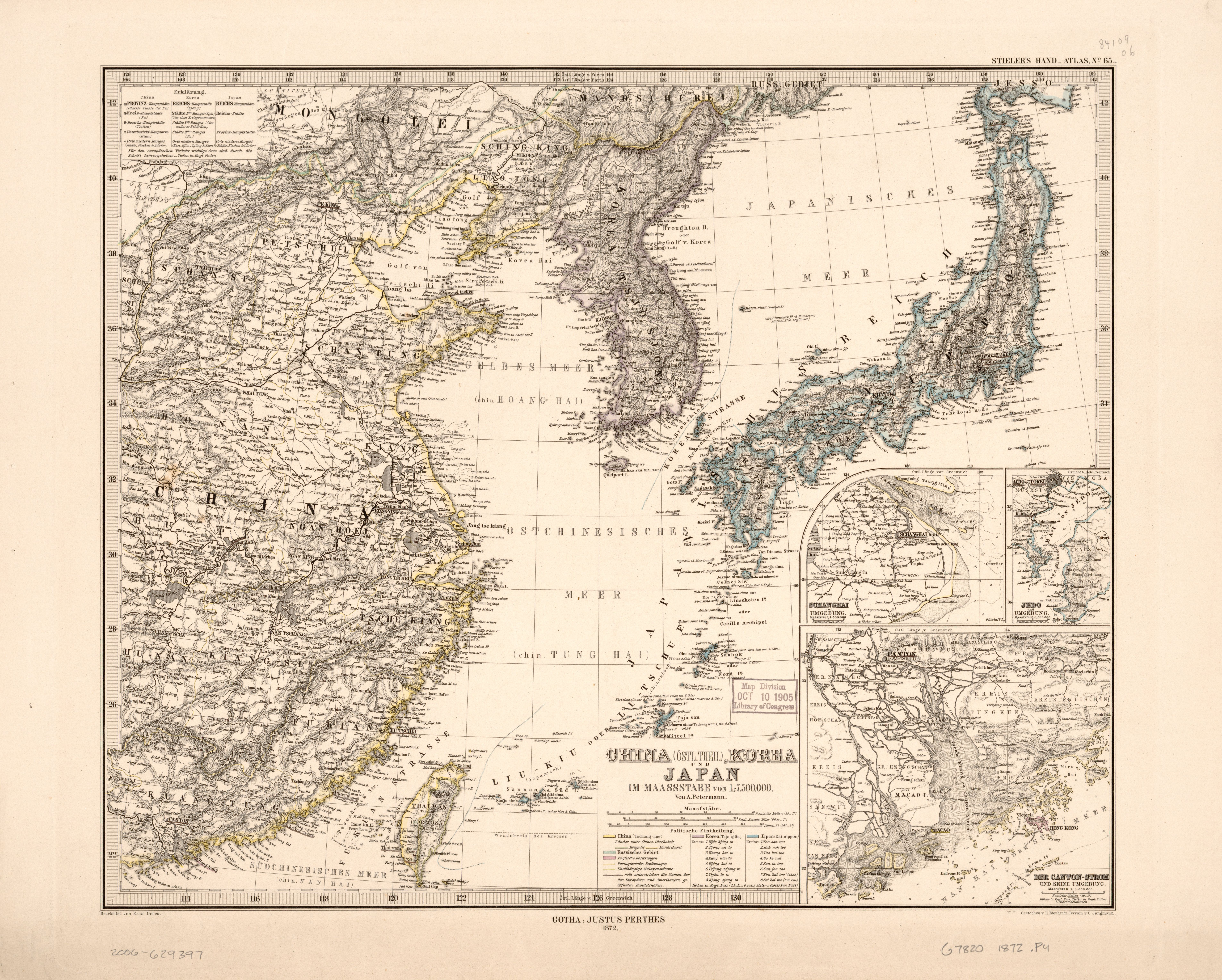
德国人于1872年绘制的东亚地图

独眼巨人号于1875年3月27日正式交付使用，随后一直进行海试直到5月。事实证明，这艘炮舰的耐波性相对较差，容易被打湿且横摇严重。完成海试后，独眼巨人号接受了部署至东亚的首次任务，并于5月9日离开德国水域。当时，中国海盗在该地区对欧洲商船构成威胁，该舰被派去保护德国船只；其浅吃水也允许它进入中国的内河攻击海盗组织。7月17日，独眼巨人号抵达新加坡，并奉命在那里礼节性地谒见暹罗国王朱拉隆功。它随后于8月9日来到香港，与平甲板护卫舰阿里阿德涅号和盖甲板护卫舰赫塔号会合。
独眼巨人号在中国水域的第一次值勤始于9月27日，当时它正驻泊在厦门。由于弗伦斯堡双桅纵帆船安娜号（Anna）的华籍水手在福州附近杀害了船长和舵手，并将船只搁浅，导致船上被民众洗劫一空，独眼巨人号遂立即在众多海湾内展开搜索。它派出一支登陆部队上岸，找回了帆船的部分货物，并惩处了凶手和抢劫者。时任驻东亚部队司令的海军中校爱德华·冯·克诺尔本计划在该地区进一步开展反海盗行动，但德国驻华公使为避免中德之间的紧张关系升级而出面干预，导致帝国海军部长、海军上将阿尔布雷希特·冯·施托施发布新命令，限制德国军舰在东亚海域行动的权限。
1876年2月至3月，独眼巨人号造访了太平山，并送去一块纪念碑，是为了纪念三年前的1873年7月8日因台风在岛上失事的德籍双桅纵帆船R·J·罗伯逊号（R. J. Robertson）上的船员所得到的援助。尽管彼时天气恶劣，上野村的一些居民还是下水救起了八名遇难者，并试图打捞船上的物品，但没有接受任何形式的回报。为此，时任德国总理奥托·冯·俾斯麦于1874年2月建议德皇威廉一世建造一座纪念碑，以示赞赏和感激之情。纪念碑于1876年初送达，由独眼巨人号将其搬到太平山，并于3月22日在那里协助竖立起来。该舰于两天后启程前往香港，重新与阿里阿德涅号和赫塔号会合。它们在那里等待盖甲板护卫舰菲内塔号的到来，并由后者的舰长、海军上校亚历山大·冯·蒙茨接替克诺尔担任驻区司令。
平甲板护卫舰路易丝号和炮舰鹦鹉螺号随后轮替了返回德国的赫塔号和阿里阿德涅号，区内的四艘舰进而被合编成一支分舰队。直到1880年，独眼巨人号都驻扎在东亚。在此期间，它展开了广泛的巡逻，尤其是在黄海，甚至还访问了远至西伯利亚的主要港口，并进行水文和地形勘测。该舰通常在天津过冬。当时，其白色的漆面不同于常，这使得它在该地区其他军舰的船员中获得了“白色炮舰”的绰号。至1880年底，独眼巨人号因数年来几乎不间断的活动而需要接受大修，但是由于要价过高，工程无法在外国造船厂进行。因此，该舰遂于1881年1月1日开始返航，并由炮舰鸡貂号接替其在东亚的任务。前者于4月28日返抵基尔，随即在当地的帝国船厂开始维修工程。

### 渔业保护及远征埃及
完成大修后，独眼巨人号于1882年4月1日重新入役。它最初被委派到北海执行渔业保护任务，但在威廉港期间，该舰于8月7日又接到命令前往地中海东部。这是由于同年6月，由埃及军官艾哈迈德·奥拉比帕夏领导的革命对外国势力在该国的影响感到愤怒，杀害了50名欧洲人，促使英国皇家海军炮击亚历山大港，进而派出陆军追捕革命者。冲突发生后，德国政府决定派遣军舰保护德国德国公民的人身安全和经济利益。尽管当时护卫舰宁芙号、格奈森瑙号、通报舰齐滕号、炮舰海鸥号和苍鹰号都已在埃及海域集结，但军方仍想派一艘浅吃水舰前往当地。
独眼巨人号直到10月2日才抵达塞得港，这是由于发动机在航行过程中发生故障而被迫延误。它以亚历山大港为驻地留守该地区直至1883年1月。随后，该舰负责将普鲁士王子、陆军元帅腓特烈·卡尔从苏伊士接到图尔访问内陆地区。返程时，独眼巨人号则派出3名武装船员护送王子经陆路返回苏伊士。腓特烈·卡尔于2月12日在那里重新登舰，并进一步前往雅法，至2月19日抵达。4月，该舰在马尔马里卡沿岸巡逻，并进行射击练习。随着埃及局势趋于平静，独眼巨人号于5月1日接到归国的命令，至7月21日抵达威廉港。它于8月19日恢复渔业保护职责，并持续至10月16日停运。第二年，北海渔船之间日益激烈的竞争导致英国渔民袭击德国渔船，在德国政府通过外交手段进行斡旋之余，独眼巨人号也不得不再度承担同样的任务。到1884年8月，紧张局势有所缓和，该舰得以参加当月下旬至9月举行的年度舰队演习。演习结束后，它于9月30日在威廉港停运。

### 第二次海外部署
1885年，海军部原本打算让独眼巨人号继续履行渔业保护职责，但当时德国新近获取的西非保护地缺乏小型军舰，需要该舰前去执行驻地任务。在出发之前，独眼巨人号被送入船厂进行通风改造，以便在热带地区服役。它于4月23日起航，至7月6日抵达德属喀麦隆的杜阿拉。大约在同一时间，驻地上唯一的大型军舰——巡洋巡防舰俾斯麦号驶往德属东非，仅留下独眼巨人号和苍鹰号同行。随后，独眼巨人号沿着海岸巡逻，对这片殖民地进行地图测绘。船员们饱受热带恶劣气候的困扰，导致多人感染疟疾。他们最初使用一家临时军事医院来收治病人，其后又从德国运来了一座可拆卸建筑用作宿营。这次经历使海军部决定在一年后就轮替了驻地舰船员，而不是通常的两年周期。由于当时没有定期来往于喀麦隆的航运，运兵任务便由路易丝号负责。

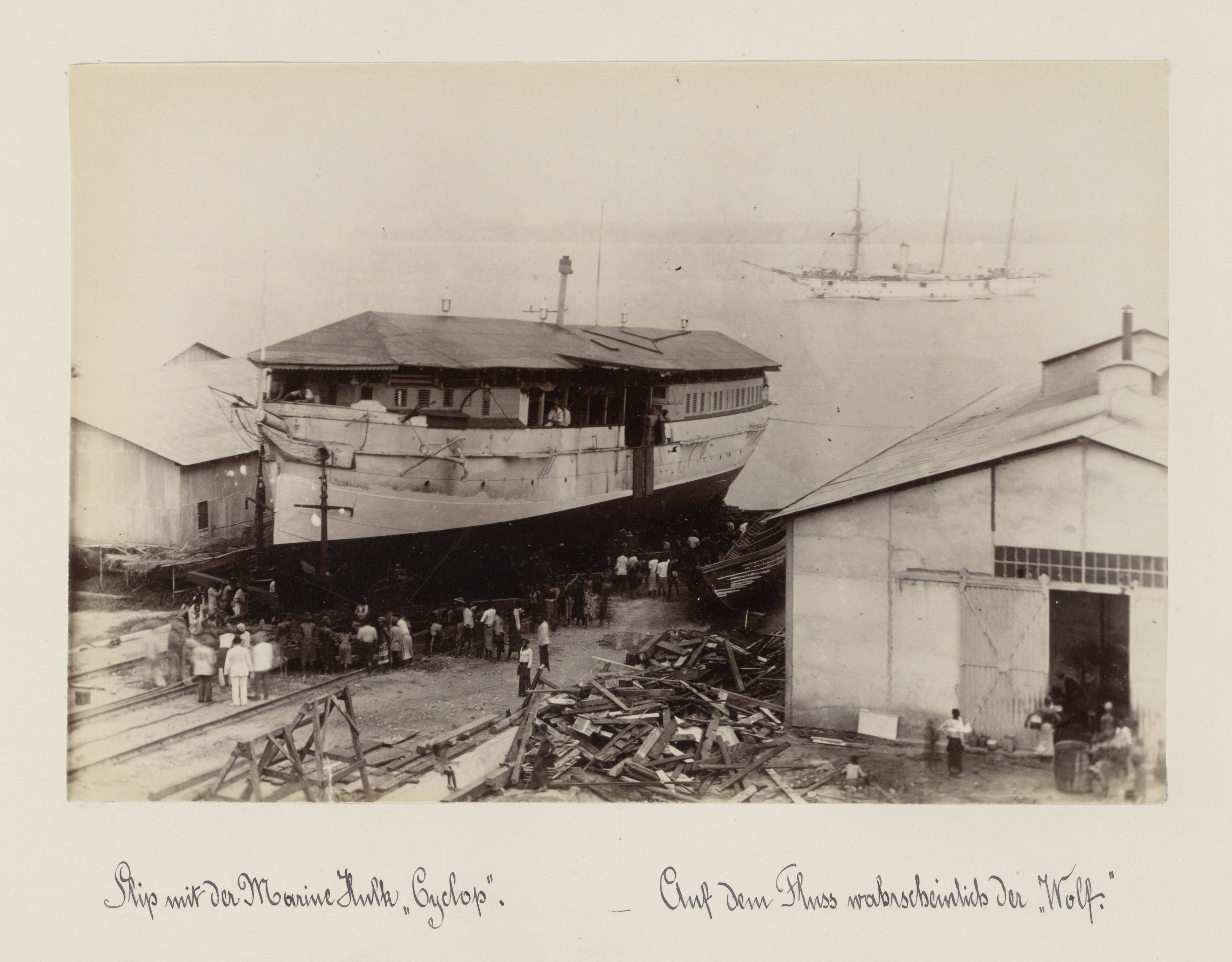
拆成废船的独眼巨人号在喀麦隆（1899年）

1886年1月在葡属安哥拉的罗安达接受小修后，独眼巨人号于2月前往宾比亚镇压反抗德国统治的叛乱，继而返回杜阿拉于6月出席了首任喀麦隆总督尤利乌斯·冯·索登的府邸奠基仪式。9月10日至16日，船员们前往圣赫勒拿休养，期间还参观了拿破仑一世的墓碑。10月初，该舰故意在武里河的河口搁滩，以便船员对舰体外壳进行维护。它于12月重回罗安达作追加修葺，工期一直持续到1887年1月。从4月初到5月底，独眼巨人号参与了德国与英国置换殖民地领土的工作。邦尼镇当时德属喀麦隆的一部分，但它三面被英属尼日利亚包围，德国用它交换了其他地方的调整。独眼巨人号有幸执行其主权的正式移交。
1888年6月10日，独眼巨人号派出一支武装船员分队，护送由理夏德·昆德和汉斯·塔彭贝克率领的科考探险队深入喀麦隆内陆，后者于1889年在雅温得设立的监测站逐渐发展成如今的喀麦隆首都。1888年秋季，巴坦加地区发生骚乱，该舰又被用作镇压工具。到那时，舰只的推进系统已经严重磨损，只能以2節（3.7每小時）的速度航行；考虑到机器的年限，重新进行彻底检修并不划算。因此海军于9月6日下令将独眼巨人号拆为废船，用作浮动医院、弹药库和工程车间，并接收了由一名水兵长和数名水兵组成的常驻船员。尽管该舰于9月25日便已从海军名录中除籍，但直至11月1日才正式解除武装和退役。它此后一直锚泊在杜阿拉，桅杆和机械装置于1900年被拆除。1914年，英国在第一次世界大战初期入侵喀麦隆，在征服该殖民地后，他们收缴了独眼巨人号，并将其售予拆船商拆解报废。